# Beenroeier

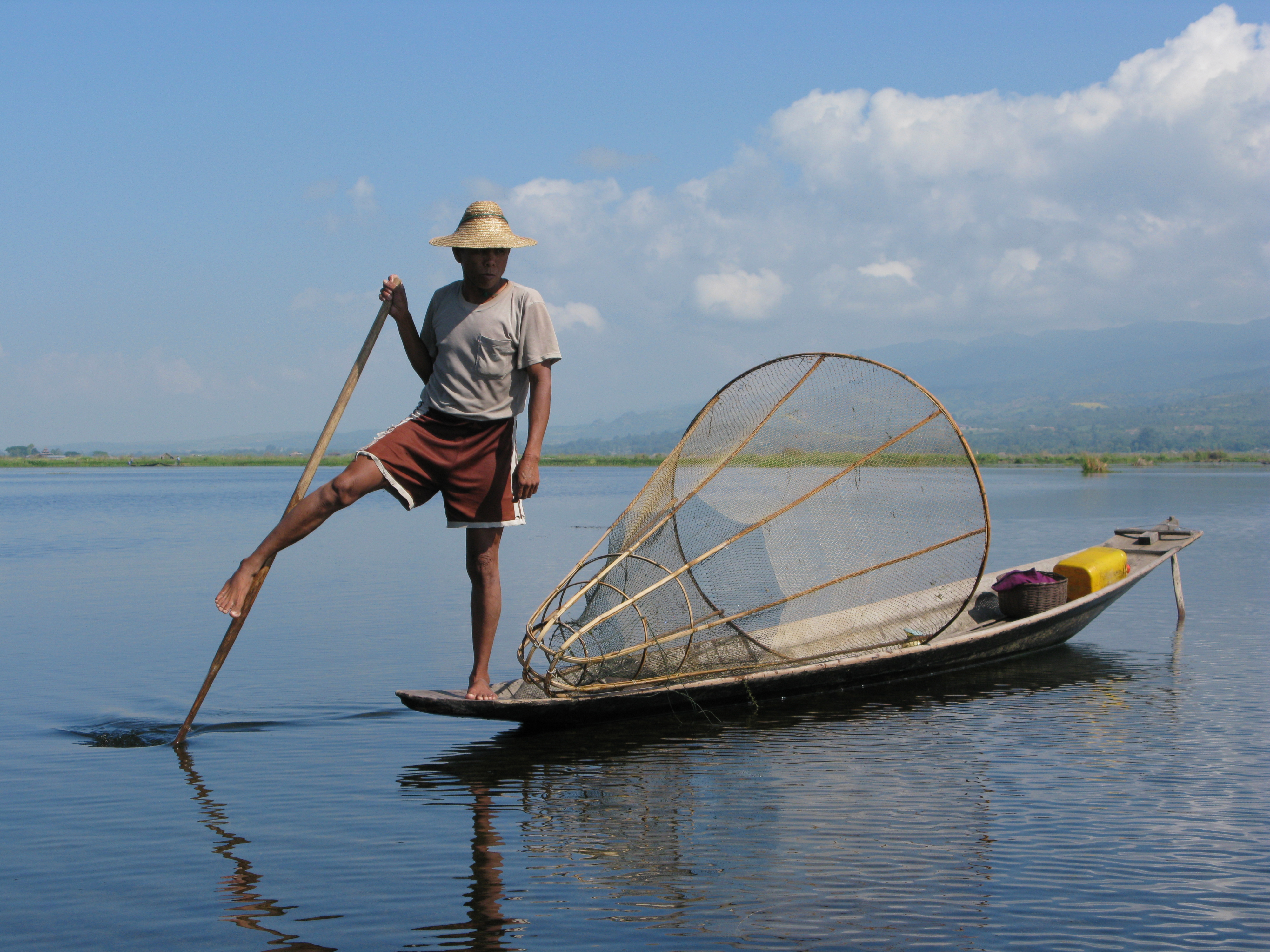
Beenroeier op het Inlemeer in Myanmar

Een beenroeier is iemand die zijn been gebruikt om een boot te roeien. Net als een gondelier in Venetië gaat de roeier op de boot staan, maar hij houdt de peddel niet met twee handen vast maar klemt hem tussen één hand en één been.
Deze wijze van roeien komt voor bij de Intha, een volk dat leeft op en rond het Inlemeer in Myanmar.